# Електричний шнур
Електричний шнур — це гнучкий кабель з багатопровідними гнучкими жилами, який використовують для увімкнення електроприладів у мережу крізь розетки.
Шнур живлення, або кабель живлення — електричний кабель, який тимчасово вмикає побутовий прилад в електромережу крізь розетку або подовжувач. Ці назви, зазвичай, використовуються щодо кабелів, в котрих застосовується електрична вилка для приєднання до однофазного джерела живлення змінного струму напругою (зазвичай від 100 до 240 вольт, залежно від країни розташування). Шнур світильника — це легкий, незаземлений, двопровідний кабель з одиничною ізоляцією, який слугує для невеликих навантажень, таких як настільна лампа або торшер.

## Призначення
Шнур живлення пристрою, допомагає передавати електричний струм від джерела живлення до електричних приладів. Такий шнур може бути, або увімкнений безпосередньо, в розетку або через подовжувач. Такі шнури мають особливе значення в безлічі галузей промисловості, починаючи від побутових до промислових споживчих товарів.

## Компоненти шнура
Шнур, який використовується для передачі електричної потужності від розетки до електричного пристрою, інколи, може від'єднуватися як від джерела живлення (розетки), так і від електричного обладнання, і складатися з гнучкого дроту з електричними роз'ємами на обидвох кінцях: штепсельною вилкою і роз'ємом "мама". Один кінець шнура (з вилкою), вмикається в електричну розетку, а другий роз'єм приєднується до обладнання або побутового приладу. Всі шнури гнучкі. Провід в таких шнурів укладений в високоякісну гнучку пластмасу.